# 取手市立藤代幼稚園
取手市立藤代幼稚園（とりでしりつ ふじしろようちえん）は、茨城県取手市に位置している公立幼稚園である。

## 沿革
- 1973年（昭和48年）10月 - 高須地区及び北相馬郡藤代町立高須中学校（現在の取手市立藤代中学校）の跡地に、北相馬郡藤代町立高須小学校（現在の取手市立桜が丘小学校）と同居する形で、北相馬郡藤代町立高須幼稚園が開園した
- 1978年（昭和53年）年5⽉1⽇ - 北相馬郡藤代町⽴藤代幼稚園が創立する（当時は、定員150人で、4学級編成であった。クラスは4歳児クラスが2つ、5歳児クラスが2つであった。）
- 1988年（昭和63年）6⽉30⽇ - 茨城県教育委員会主催の「幼⼩関連研究協議会」が開催された
- 1989年（平成元年）7⽉4⽇ - 茨城県国公⽴幼稚園⻑会主催の「教育課程研究協議会」が開催された
- 1990年（平成2年）4⽉1⽇ - 藤代町教育研究会に加⼊する
- 1994年（平成6年）8⽉25⽇ - 県南ブロックPTA指導者研修会が開催された
- 2000年（平成12年）4⽉1⽇ - 定員70名の2学級編成（4歳児クラスが1つ、5歳児クラスが1つ）に縮⼩された
- 2001年（平成13年）4⽉1⽇ - 北相馬郡藤代町立藤代⼩学校（現在の取手市立藤代小学校）の1階に移転した
- 2003年（平成15年）11⽉11⽇ - 「幼稚園と⼩学校の接続を考える交流活動」を題材に、茨城県教育委員会指定の「幼稚園教員基礎研修講座」が開催された
- 2005年（平成17年）3⽉28⽇ - 北相馬郡藤代町と取⼿市の合併に伴って取手市⽴藤代幼稚園、取手市立高須幼稚園と改称した。
- 2005年（平成17年）4月、取手市立高須幼稚園を閉園して、取手市立藤代幼稚園に編入統合した。

## 北相馬郡藤代町立藤代幼稚園及び取手市立高須幼稚園跡地利活用
- 北相馬郡藤代町立藤代幼稚園

北相馬郡藤代町大字藤代415番地（現在の取手市藤代415番地）
北相馬郡藤代町立藤代小学校（現在の取手市立藤代小学校）跡地（旧校地）
現在は、取手市立ふじしろ図書館（元北相馬郡藤代町立ふじしろ中央図書館）
- 取手市立高須幼稚園

取手市高須2148番地（旧北相馬郡藤代町大字高須2148番地）
北相馬郡藤代町立高須中学校（現在の取手市立藤代中学校）及び取手市立高須小学校（現在の取手市立桜が丘小学校）跡地、現在は、ポニーの家